# Geocoris
Wantsen uit het geslacht Geocoris behoren tot de onderfamilie boloogwantsen (Geocorinae) en tot de familie bodemwantsen (Lygaeidae).
De onderfamilie Geocorinae wordt ook weleens gezien als een zelfstandige familie Geocoridae in een superfamilie Lygaeoidea. Lygaeidae is conform de indeling van bijvoorbeeld het Nederlands Soortenregister.

## Uiterlijk
Het zijn kleine wantsjes (ongeveer 3 mm) met opvallende grote bolle ogen. Het lichaam is van vorm langwerpig-ovaal of ovaal. De kop is breed en kort.

## Leefwijze
In tegenstelling tot de andere vertegenwoordigers van de bodemwantsen zijn ze roofzuchtig en voeden zich met kleine geleedpotigen zoals luizen, tripsen enz. Er zijn echter ook soorten die ook zuigen op zaden.

## Verspreiding
Het geslacht Geocoris is wereldwijd verspreid met ongeveer 170 soorten. Meer dan 50 soorten leven in het Palearctisch gebied.

## In Nederland en België levende soorten
In Nederland en België zijn er slechts drie soorten bekend van het geslacht Geocoris, waar niet veel waarnemingen van zijn. Dat heeft ook te maken met het feit dat ze klein zijn en op de bodem leven. Dit betreft de volgende soorten:
- Zwarte boloogwants (Geocoris ater). (Fabricius, 1787)

Een geheel zwarte wants. Alleen het onderste deel van de poten is bruin. Hij is overwegend kortvleugelig. De poten zijn lichtbruin. De lengte is 3,1 – 3,6 mm. Hij heeft een voorkeur voor droge warme plekken met een zandbodem, zoals de duinen. De volwassen wants overwintert.
- Krekelwants (Geocoris grylloides). (Linnaeus, 1761)

Een zwarte wants met langs de dekvleugels en halsschild een witte rand. Hij is overwegend kortvleugelig. De poten zijn lichtbruin. De lengte is 3,8 – 4,5 mm. Hij heeft een voorkeur voor droge warme plekken met een zandbodem, zoals de duinen. Hij overwintert als ei.
- Grootkopboloogwants (Geocoris megacephalus). (Rossi, 1790)

De kop en het schildje (scutellum) van deze wants zijn zwart. Ook het halsschild is zwart, maar met een lichte rand. De dekvleugels en poten zijn lichtbruin. De lengte is ongeveer 3 mm.

## Foto’s van enkele soorten

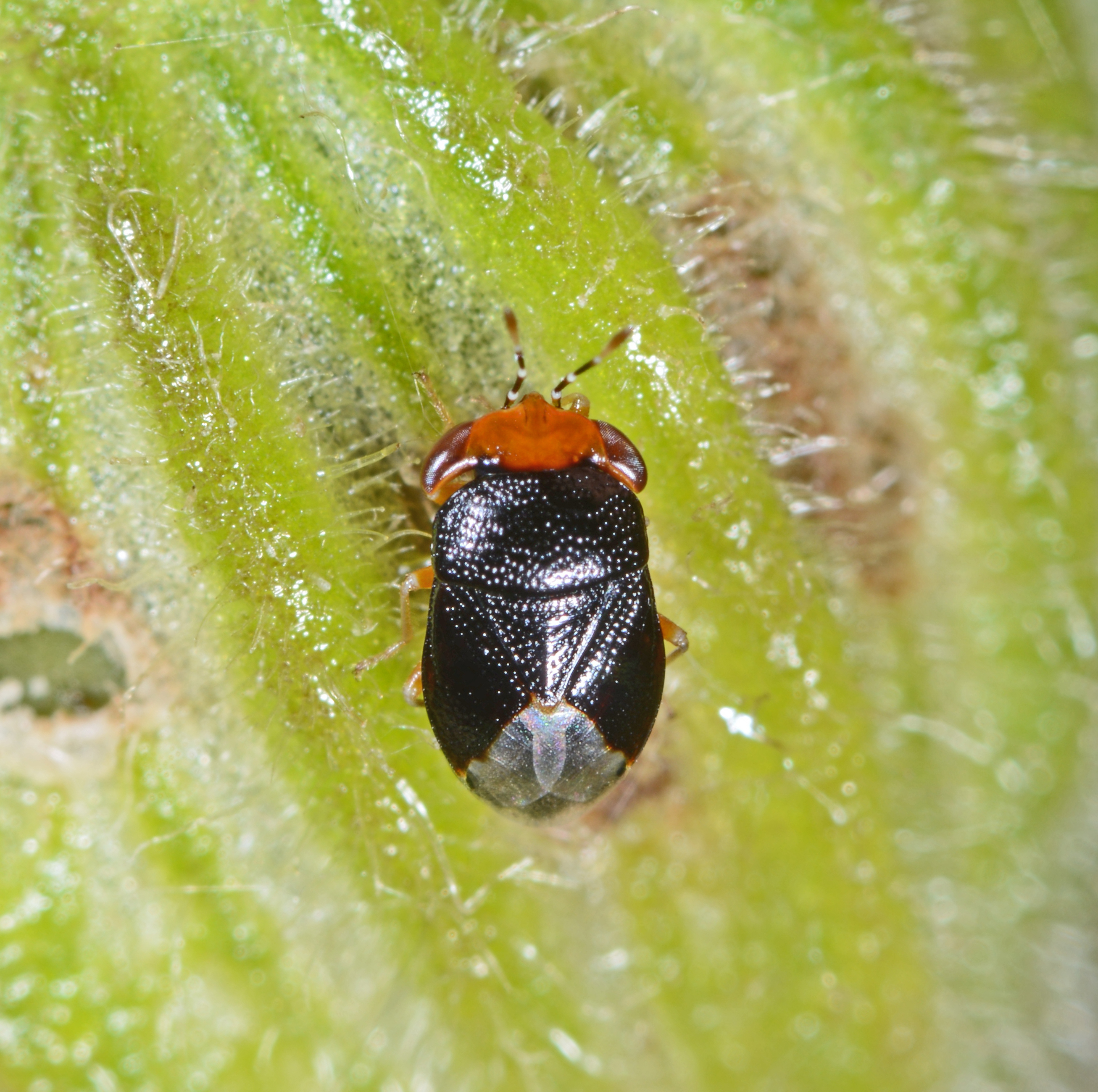
Geocoris erythrocephalus
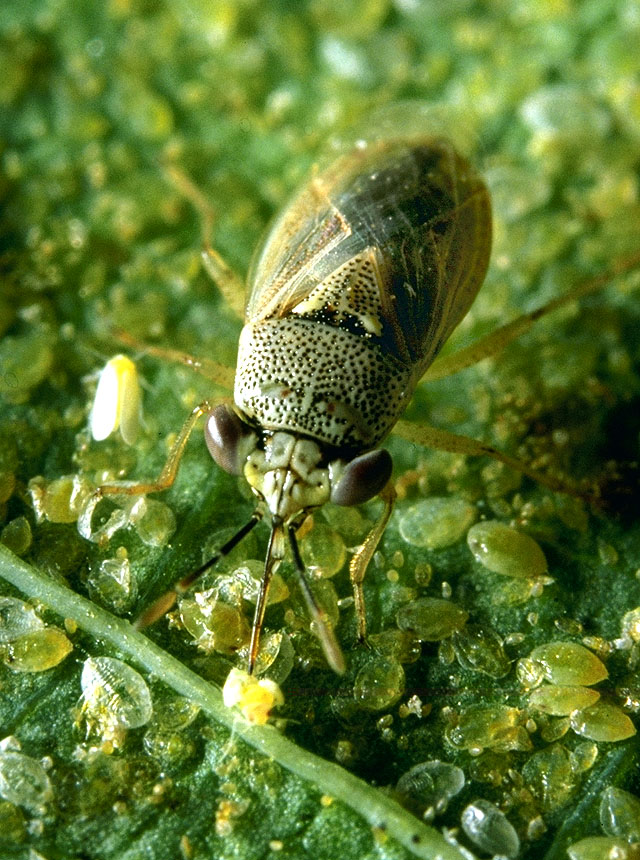
Geocoris punctipes
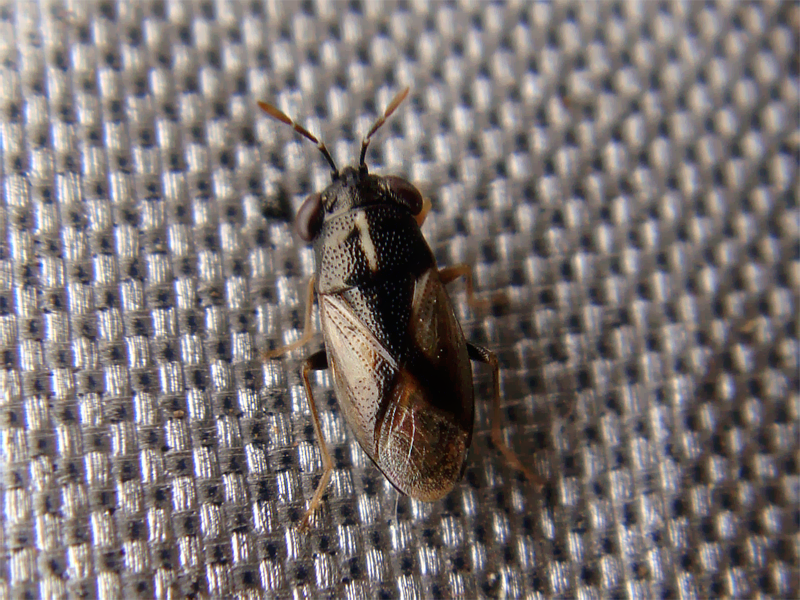
Geocoris albipennis

## Soorten
- Geocoris acuticeps Signoret, 1881
- Geocoris arenarius (Jakovlev, 1867)
- Geocoris ater, zwarte boloogwants (Fabricius, 1787)
- Geocoris chloroticus Puton, 1888
- Geocoris collaris Puton, 1878
- Geocoris confalonierii (de Bergevin, 1932)
- Geocoris desertorum (Jakovlev, 1871)
- Geocoris dispar (Waga, 1839)
- Geocoris erythrocephalus (Lepeletier & Serville, 1825)
- Geocoris erytrops (Dufour, 1857)

- Geocoris grylloides, krekelwants (Linnaeus, 1761)
- Geocoris lapponicus Zetterstedt, 1838
- Geocoris lineola (Rambur, 1839)
- Geocoris megacephalus, grootkopboloogwants (Rossi, 1790)
- Geocoris oschanini (Jakovlev, 1871)
- Geocoris pallidipennis (A. Costa, 1843)
- Geocoris phaeopterus (Germar, 1838)
- Geocoris pubescens (Jakovlev, 1871)
- Geocoris punctipes (Say, 1832)
- Geocoris uliginosus (Say)